# Coupe d'Afrique des vainqueurs de coupe de football 1977
Navigation
Édition précédente Édition suivante
La Coupe d'Afrique des vainqueurs de coupe de football 1977 est la troisième édition de la Coupe d'Afrique des vainqueurs de coupe. 
Cette compétition qui oppose les vainqueurs des Coupes nationales voit le sacre des Enugu Rangers du Nigeria, dans une finale qui se joue en deux matchs face au Canon Yaoundé. Il s'agit du premier titre africain pour Enugu Rangers. C'est la deuxième finale consécutive entre un club nigérian et un club camerounais.
À noter également une grande première dans l'histoire de la compétition avec un duel opposant deux formations d'un même pays. En effet, au stade des demi-finales, le tenant du titre, Shooting Stars FC est éliminé après la séance de tirs au but par le futur vainqueur, Enugu Rangers.

## Tour préliminaire
- Aller le 13 février 1977 et le retour 1er mars 1977.

| Équipe 1      | Résultat | Équipe 2                 | Aller | Retour |
| ------------- | -------- | ------------------------ | ----- | ------ |
| Bata Bullets  | 5 - 3    | Gangama United           | 4 - 1 | 1 - 2  |
| Canon Yaoundé | -        | Red Star Bangui forfait  | -     | -      |
| Cedar United  | 1 - 2    | Sporting Clube de Bissau | 1 - 1 | 0 - 1  |
| Enugu Rangers | 1e - 1   | Al Ahly Tripoli          | 0 - 0 | 1 - 1  |
| ASKO Kara     | 2 - 3    | Anges ABC                | 1 - 0 | 1 - 3  |
| Liberté FC    | 2 - 7    | Kadiogo FC               | 1 - 1 | 1 - 6  |
| Luo Union     | 1 - 2    | MO Constantine           | 1 - 0 | 0 - 2  |
| Matlama FC    | 4 - 11   | Rangers International FC | 2 - 5 | 2 - 6  |
| Wallidan FC   | 1 - 1e   | Espoirs Nouakchott       | 1 - 1 | 0 - 0  |

## Premier tour
- Aller le 28 avril 1977 et le retour 13 mai 1977

| Équipe 1                 | Résultat | Équipe 2                 | Aller | Retour |
| ------------------------ | -------- | ------------------------ | ----- | ------ |
| MO Constantine           | 2 - 3    | Ittihad Alexandrie       | 1 - 0 | 1 - 3  |
| Ndola United             | 2 - 3    | Rangers International FC | 1 - 2 | 1 - 1  |
| 'Shooting Stars FCT'     | 4 - 2    | Bata Bullets             | 4 - 1 | 0 - 1  |
| Stade d'Abidjan          | 4 - 3    | Espoirs de Nouakchott    | 3 - 0 | 1 - 3  |
| AS Police                | 8 - 1    | Anges ABC                | 0 - 0 | 8 - 1  |
| Kadiogo FC               | 3 - 2    | AS Kaloum Star           | 2 - 1 | 1 - 1  |
| Sporting Clube de Bissau | 1 - 11   | Canon Yaoundé            | 0 - 4 | 1 - 8  |
| Enugu Rangers            | 6 - 0    | Mebrat Hail              | 4 - 0 | 2 - 0  |

## Quarts de finale
| Équipe 1           | Résultat | Équipe 2                 | Aller | Retour |
| ------------------ | -------- | ------------------------ | ----- | ------ |
| Ittihad Alexandrie | 2 - 0    | Rangers International FC | 2 - 0 | 0 - 0  |
| Kadiogo FC         | 3 - 5    | Canon Yaoundé            | 2 - 1 | 1 - 4  |
| Enugu Rangers      | 2 - 1    | AS Police                | 0 - 0 | 2 - 1  |
| Stade d'Abidjan    | 2 - 3    | Shooting Stars FC'T'     | 2 - 0 | 0 - 3  |

## Demi-finales
| Équipe 1           | Résultat      | Équipe 2      | Aller | Retour |
| ------------------ | ------------- | ------------- | ----- | ------ |
| Ittihad Alexandrie | 1 - 2         | Canon Yaoundé | 1 - 0 | 0 - 2  |
| Shooting Stars FCT | 0 - 0 2-4 tab | Enugu Rangers | 0 - 0 | 0 - 0  |

## Finale
| Équipe 1      | Résultat | Équipe 2      | Aller | Retour |
| ------------- | -------- | ------------- | ----- | ------ |
| Enugu Rangers | 5 - 2    | Canon Yaoundé | 4 - 1 | 1 - 1  |

## Vainqueur
| Coupe d'Afrique des vainqueurs de coupe Vainqueur 1977 |
| ------------------------------------------------------ |
| Enugu Rangers Premier titre                            |